# 下波兰门

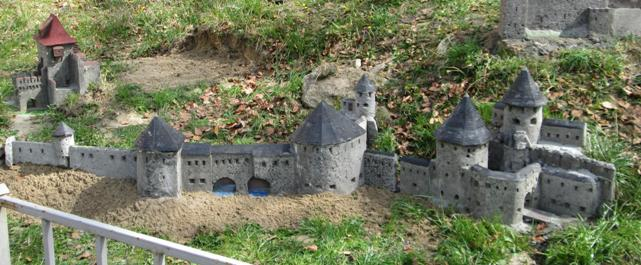
擺放在利沃夫的下波兰门模型

下波兰门（烏克蘭語：Нижня Польська брама）是乌克兰卡缅涅茨-波多利斯基舊城區的一個入口，該大門目前歷史最悠久的部分可以追溯至1470年代。下波兰门於18世纪被彻底重建。1960年代，下波兰门的门楼于被发现并于1980年修复，但其屋顶于1994年被烧毁。2009年初，部分塔楼倒塌。